# Gémeskút

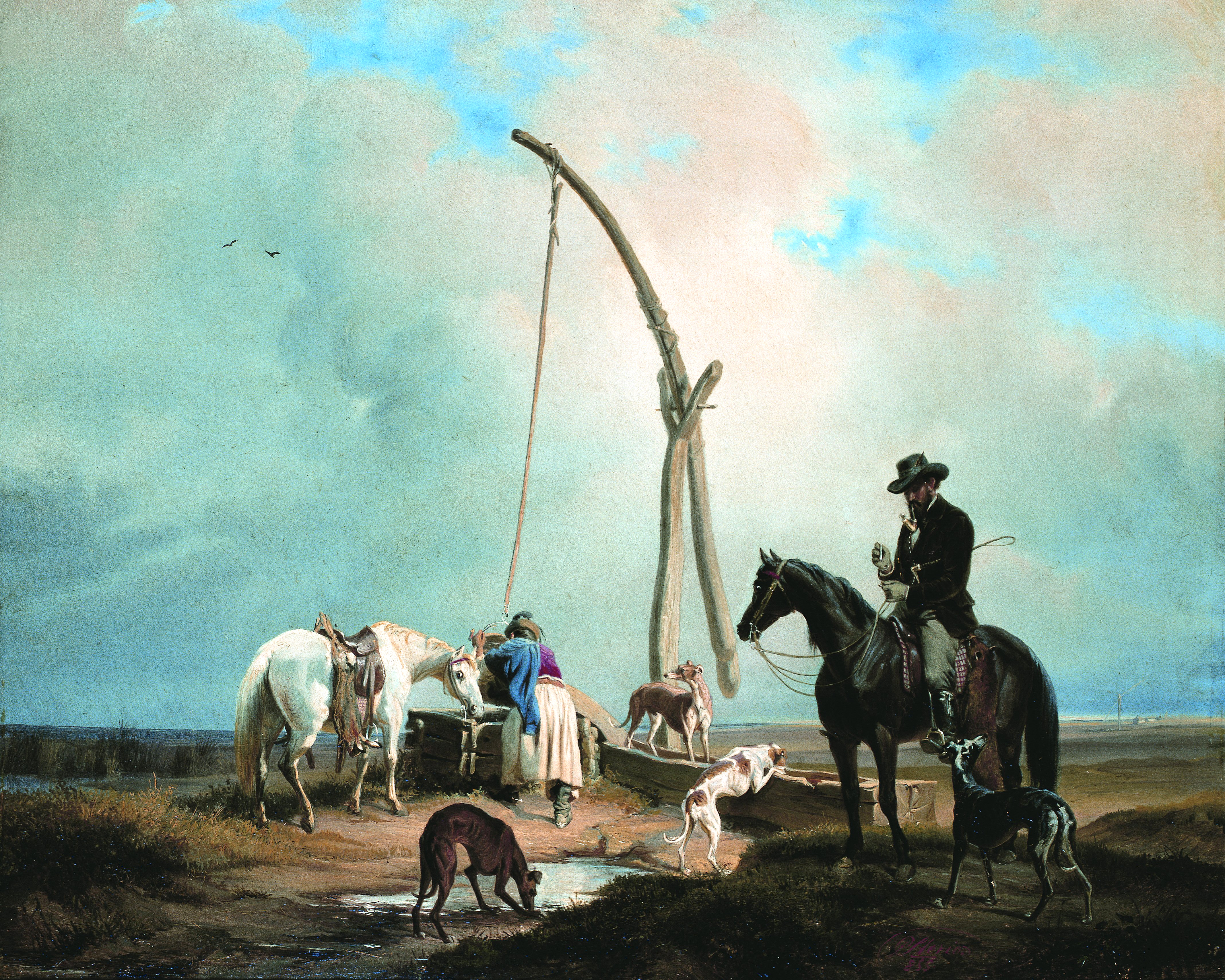
Sterio Károly: Pihenő a gémeskútnál a pusztán (1855)

A gémeskút a földbe ásott kútgödörből a kétkarú emelő elvén működő vízkiemelő szerkezet.

## Elnevezései
- gémeskút – általános és leggyakoribb
- csigáskút – a Dunántúl nyugati és déli részén
- nyilas kút – Szlavóniában
- komponás kút – Erdélyben
- puca kút – Eger környékén
- sadúf – arab nyelvű országokban

## Története

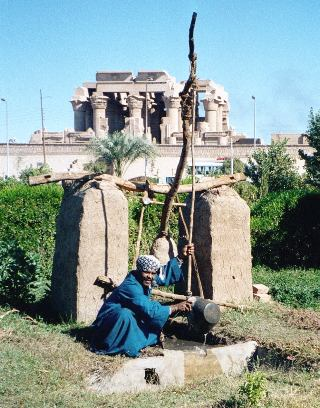
Sadúf az egyiptomi Kom Ombóban

Eredete Arábiába vezet. A sadúf (arabul شادوف, šādūf) sadúf nevű vízemelő szerkezetet már az ókorban ismerték, a gémeskútnak szerkezetében megfelelő egyszerű gép. Ezeket nem csak kutak, hanem folyóvíz mellé is telepítették.  Mezopotámiában jelent meg, egy i. e. 2000-re datált, Sarrukín korabeli pecséten is megjelenik. Az ókori Egyiptomban is elterjedt volt. Magyarországra feltehetően török hódoltság idején került. Ez a kútszerkezet azután egész Közép- és Kelet-Európában mindennapossá vált, pár évtizede az Alföldön még a legelterjedtebb víznyerőeszköznek számított.

## Részei
Mérete az emelési magasságtól függ. A gyakran élő fából kialakított, földbe mélyített ágasnak a villásra vagy csapoltra kiképzett végébe vastengelyt erősítettek, e tengelyen forog az emelő szerepét betöltő gém (Csallóközben sujtó, a Kisalföld északi részén hankalék az elnevezése). A kútgödör fölé nyúló végére erősítik a vödörtartó rudat (más nevei ostor, kútostor, a Dunántúl nagy részén sudár), amelyen az abronccsal erősített favödör függ. Hangarék a neve annak a gémeskút ostorára szerelt kovácsolt vas kulcsnak vagy kupaknak, amelyhez a vödör fülét rögzítik.  A vízzel telt vödör súlyának egyensúlyozására a gém másik végére kő vagy fatuskó nehezéket, koloncot erősítenek.

## Használata

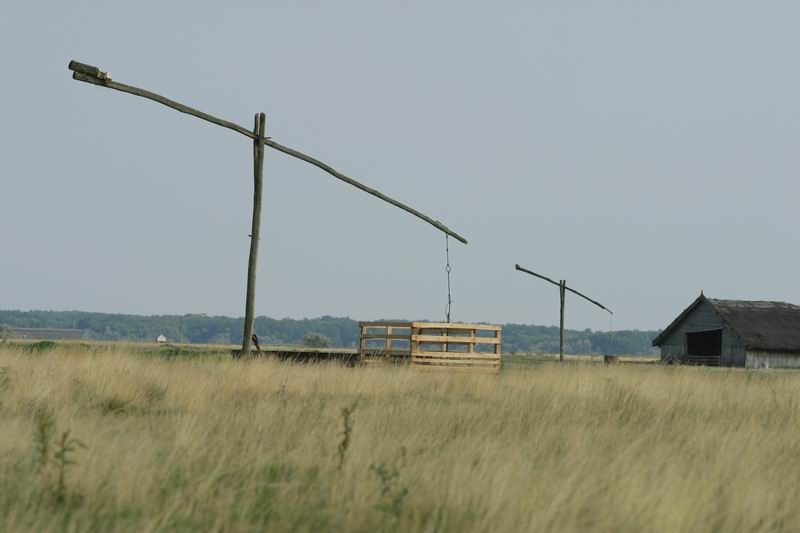
Gémeskút a Hortobágyon

A legtöbb vidéken a gémeskutat az udvarban készítették, de több faluban vagy annak határában voltak közös használatú gémeskutak is. Nagyobb vízfogyasztású helyeken (például legelőkön) iker gémeskutat is készítettek, ahol a szokásosnál nagyobb kútgödörből két gémeskút segítségével merték a vizet. A gémeskút az egész Kárpát-medencében elterjedt, sok helyütt a legutóbbi évtizedekig az egyetlen vízhúzó szerkezet volt.
A legérdekesebb története Eger környékén van, ahol voltak külön „puca” kútfelelősök, ahonnan a  szegény embereknek hordták a felelősök a vizet minden nap a falu összes házába.[forrás?]

## Jeladás kútgémmel
A gémeskút régen hírközlő szerepet is betöltött. A gém és a kútostor helyzetének állításával látótávolságra jelezték a legeltető pásztoroknak a delelés, itatás, az étkezés idejét. Az alföldi tanyavilágban hasonló módon tudatták a napszámosokkal, mezei munkásokkal, hogy elérkezett a déli étkezés ideje, menjenek a tanyára. Szintén így üzentek a betyároknak pártolóik.